# Bâloise
La Bâloise Holding AG è una compagnia assicuratrice svizzera con sede a Basilea. La società impiega circa 7.500 dipendenti in tutta Europa ed è il terzo più grande gruppo di assicurazioni svizzero per privati e aziende.
La società è quotata alla Borsa svizzera e fa parte dell'indice SMI.

## Storia
La Basler Versicherungen fu fondata nel 1863 come Basler Versicherungsgesellschaft gegen Feuerschade. In seguito cominciò a coprire vari tipi di assicurazioni. Nel 1962 fu fondata la Bâloise Holding.

## Struttura della Holding
Bâloise Holding opera in Europa attraverso varie filiali:
- Svizzera: Basler Versicherungen Schweiz, Baloise Bank SoBa, Baloise Asset Management, Baloise Fund Invest
- Germania: Basler Versicherungen, Deutscher Ring
- Liechtenstein: Baloise Life
- Belgio: Mercator Verzekeringen & Nateus Verzekeringen
- Lussemburgo: Bâloise Assurances
- Austria: Basler Versicherungen
- Croazia: Basler Osiguranja und Osiguranje Zagreb
- Serbia: Basler Osiguranja